# Zubielewicze
Zubielewicze (biał. Зубелевічы, Zubielewiczy; ros. Зубелевичи, Zubielewiczi) – wieś na Białorusi, w obwodzie brzeskim, w rejonie lachowickim, w sielsowiecie Żerebkowicze, przy drodze republikańskiej R103.

## Historia
W Rzeczypospolitej Obojga Narodów leżały w województwie nowogródzkim, w powiecie nowogródzkim. Odpadły od Polski w wyniku II rozbioru. Należały do hrabstwa (klucza) lachowickiego należącego do Chodkiewiczów, Sapiehów, Massalskich i od 1793 do Kossakowskich.
W XIX i w początkach XX w. wieś i folwark położone w Rosji, w guberni mińskiej, w powiecie słuckim, w gminie Lachowicze.
W dwudziestoleciu międzywojennym wieś, folwark i zaścianek leżące w Polsce, w województwie nowogródzkim, w powiecie baranowickim, w gminie Lachowicze. Demografia w 1921 przedstawiała się następująco:
|                        | Liczba mieszkańców | Budynki | Narodowość  | Narodowość        | Wyznanie    | Wyznanie   | Wyznanie |
| Polacy                 | Liczba mieszkańców | Budynki | Białorusini | rzymskokatolickie | prawosławne | mojżeszowe |          |
| ---------------------- | ------------------ | ------- | ----------- | ----------------- | ----------- | ---------- | -------- |
| wieś Zubielewicze      | 416                | 83      | 214         | 202               | 63          | 353        | –        |
| folwark Zubielewicze   | 25                 | 6       | 25          | –                 | 25          | –          | –        |
| zaścianek Zubielewicze | 258                | 44      | 233         | 25                | 226         | 25         | 7        |

Po II wojnie światowej w granicach Związku Sowieckiego. Od 1991 w niepodległej Białorusi.